# Charadai
Charadai est une ville de la province du Chaco, en Argentine, et le chef-lieu du département de Tapenagá.